# تشارلز ماثياس
تشارلز ماثياس (بالإنجليزية: Charles Mathias)‏ هو محامي وضابط وسياسي أمريكي، ولد في 24 يوليو 1922 بفريدريك في الولايات المتحدة، وتوفي في 25 يناير 2010 في نفس البلد بسبب مرض باركنسون. حزبياً، نشط في الحزب الجمهوري. وقد انتخب عضو مجلس النواب لولاية ماريلند وانتخب عضو مجلس النواب الأمريكي وانتخب عضو مجلس الشيوخ الأمريكي عن دائرة ماريلند (3 يناير 1969 – 3 يناير 1987).